# اسکار آبایی-نمش
اسکار آبایی-نمش (مجاری: Oszkár Abay-Nemes; ۲۲ سپتامبر ۱۹۱۳ – ۳۰ ژانویهٔ ۱۹۵۹) شناگر اهل مجارستان بود.